# Prickbräcka
Prickbräcka (Saxifraga rotundifolia) är en stenbräckeväxtart. Prickbräcka ingår i Bräckesläktet som ingår i familjen stenbräckeväxter. Arten har ej påträffats i Sverige.

## Underarter
Arten delas in i följande underarter:
- S. r. chrysospleniifolia
- S. r. rotundifolia
- S. r. apennina
- S. r. coriifolia

## Bildgalleri

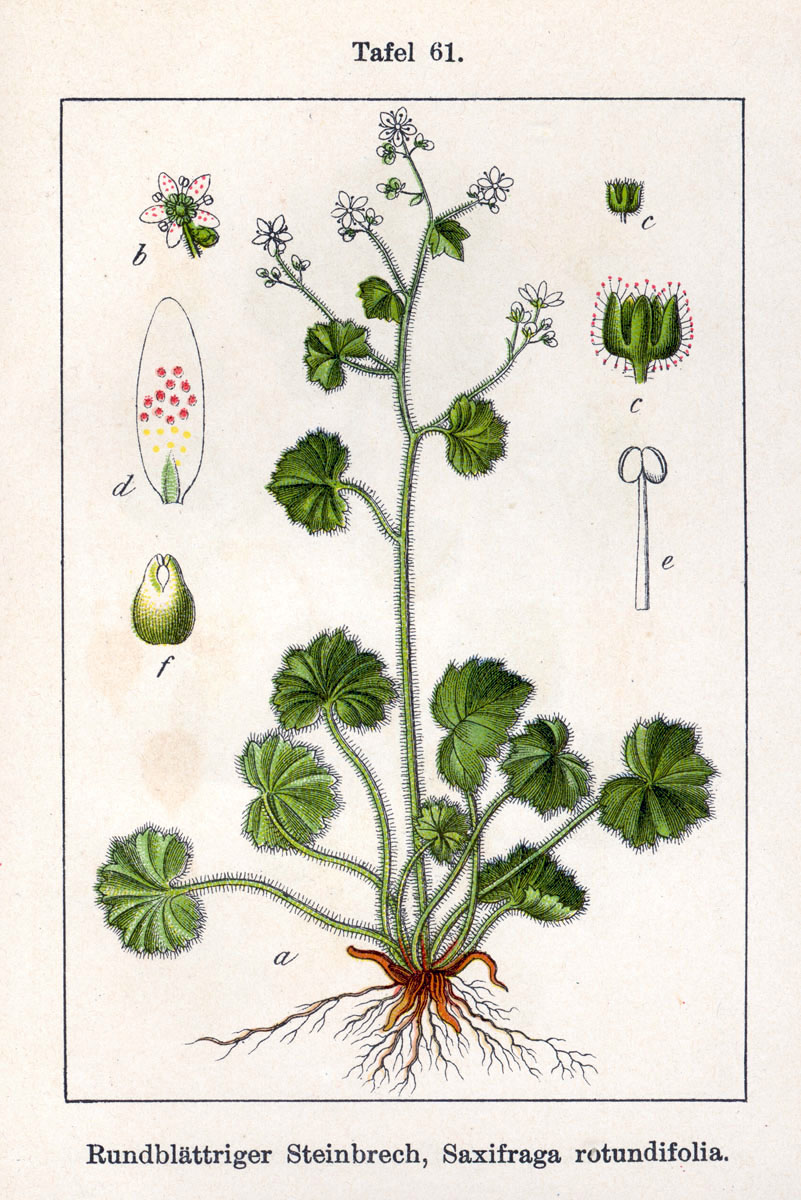
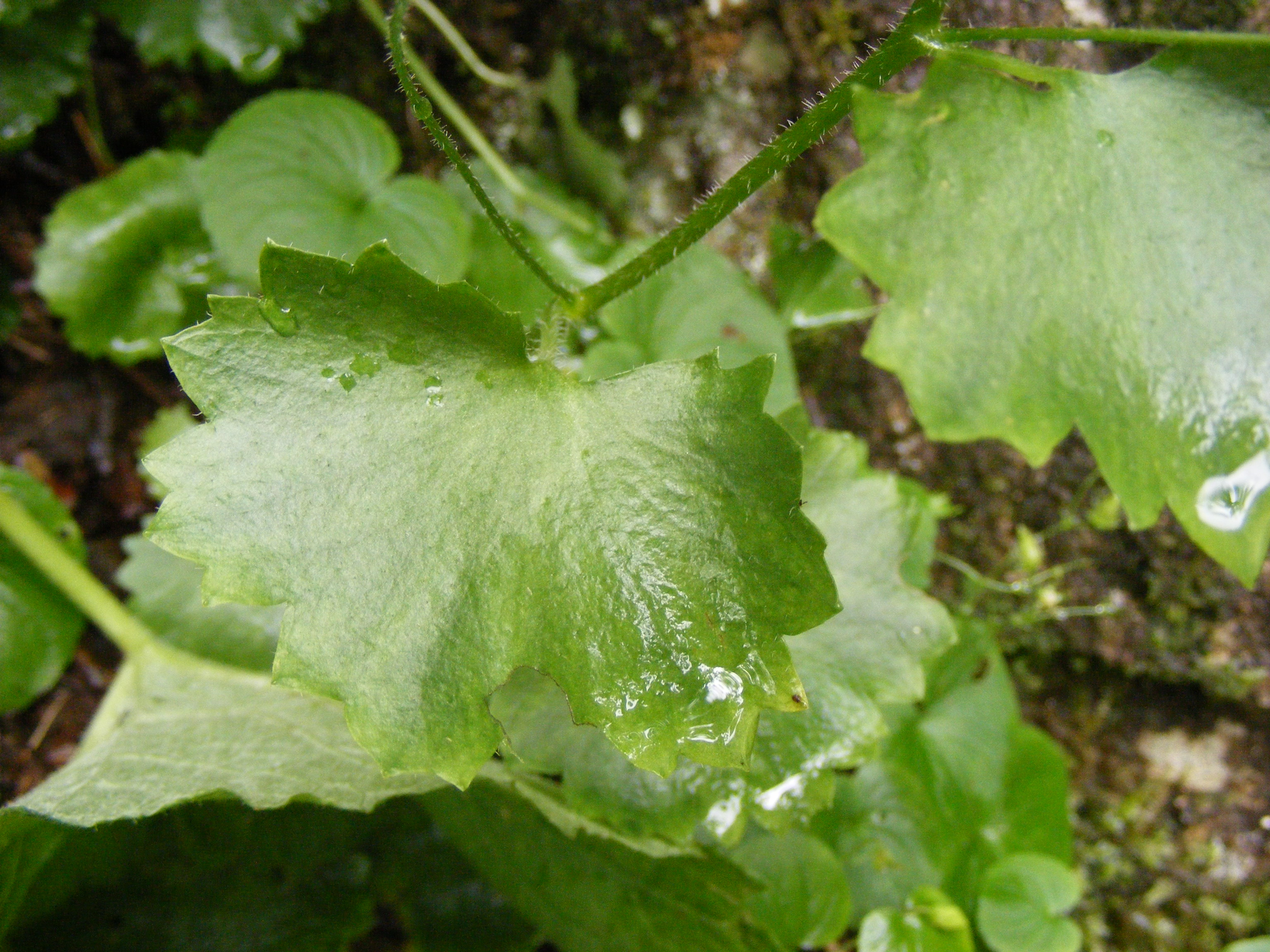
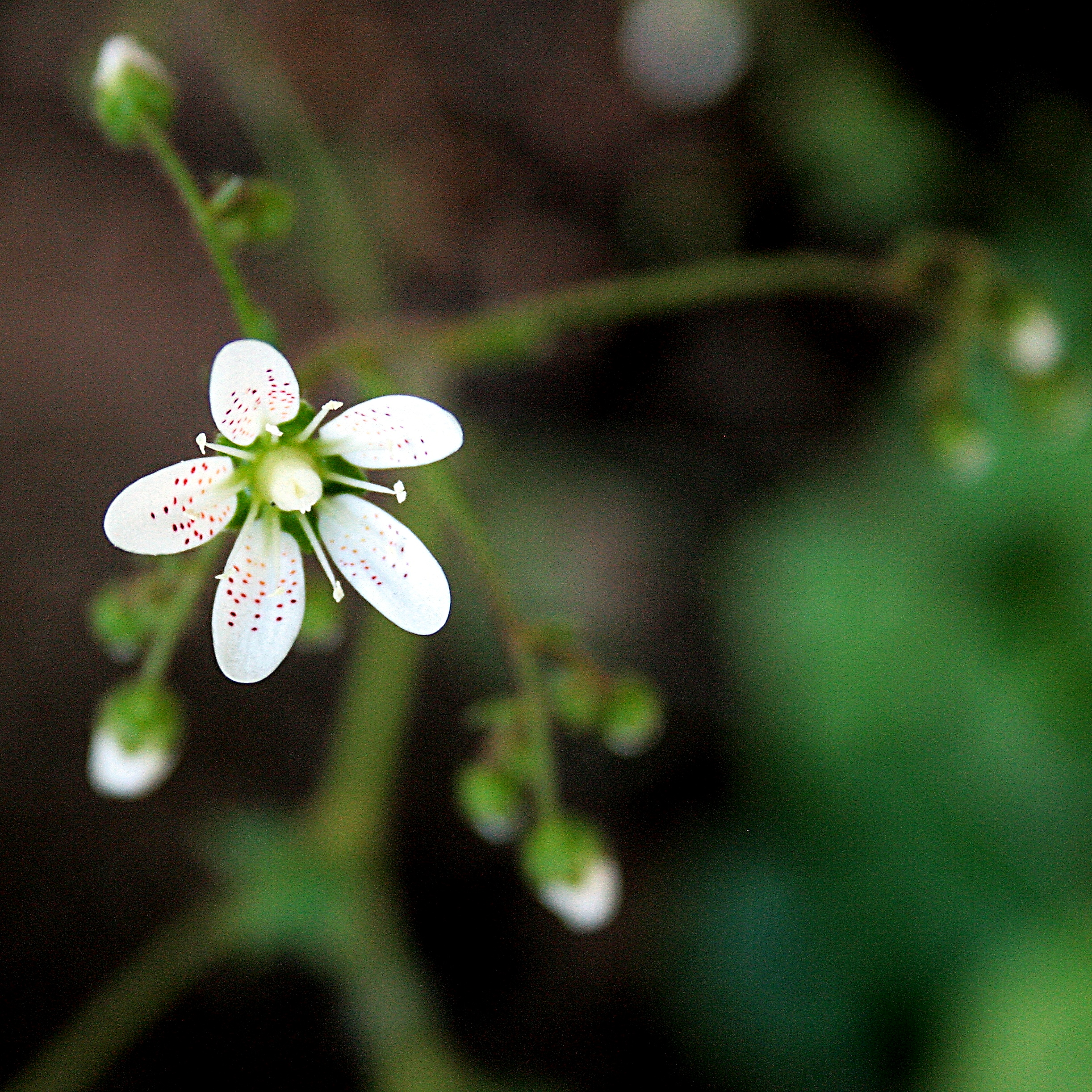
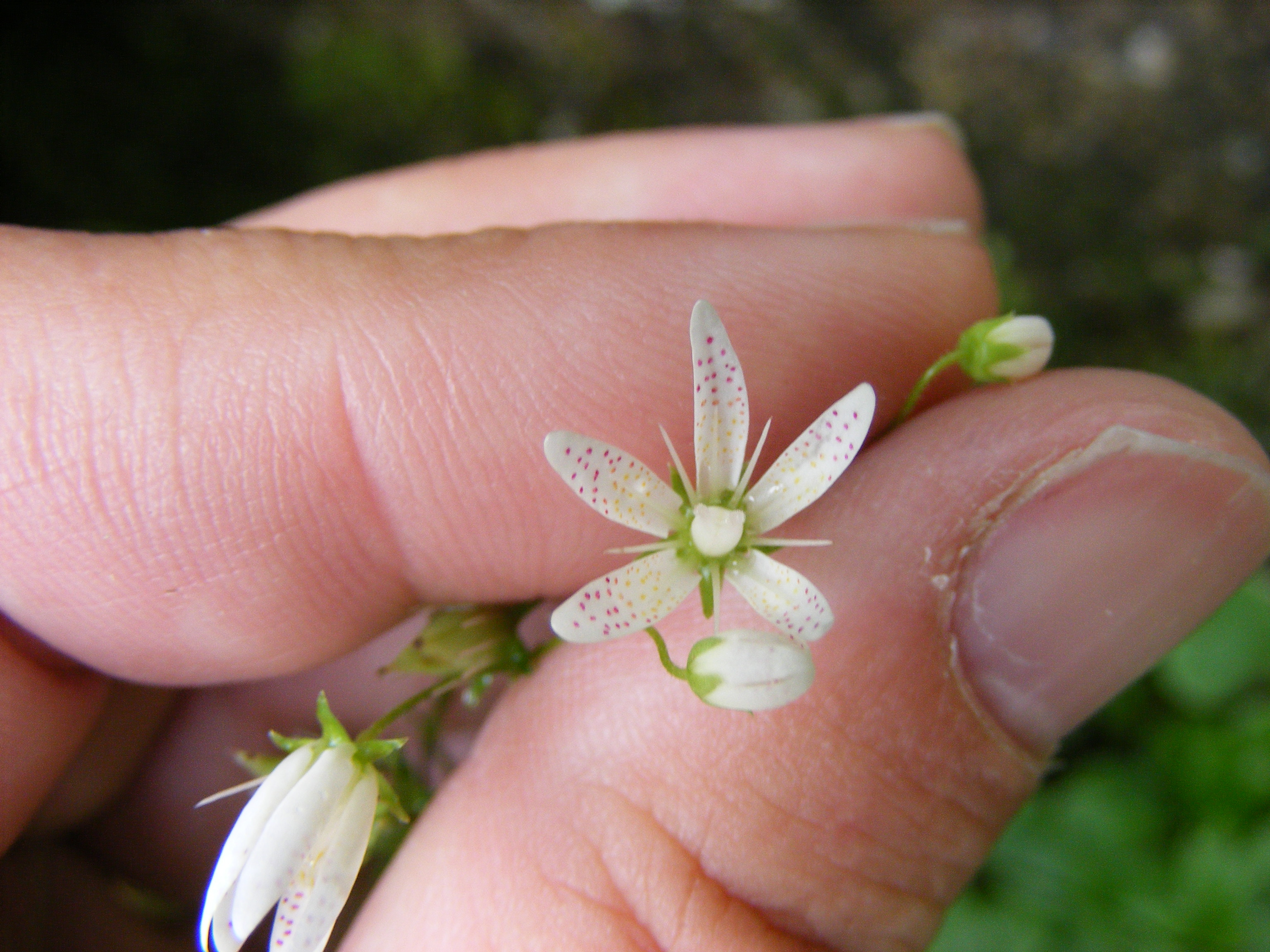
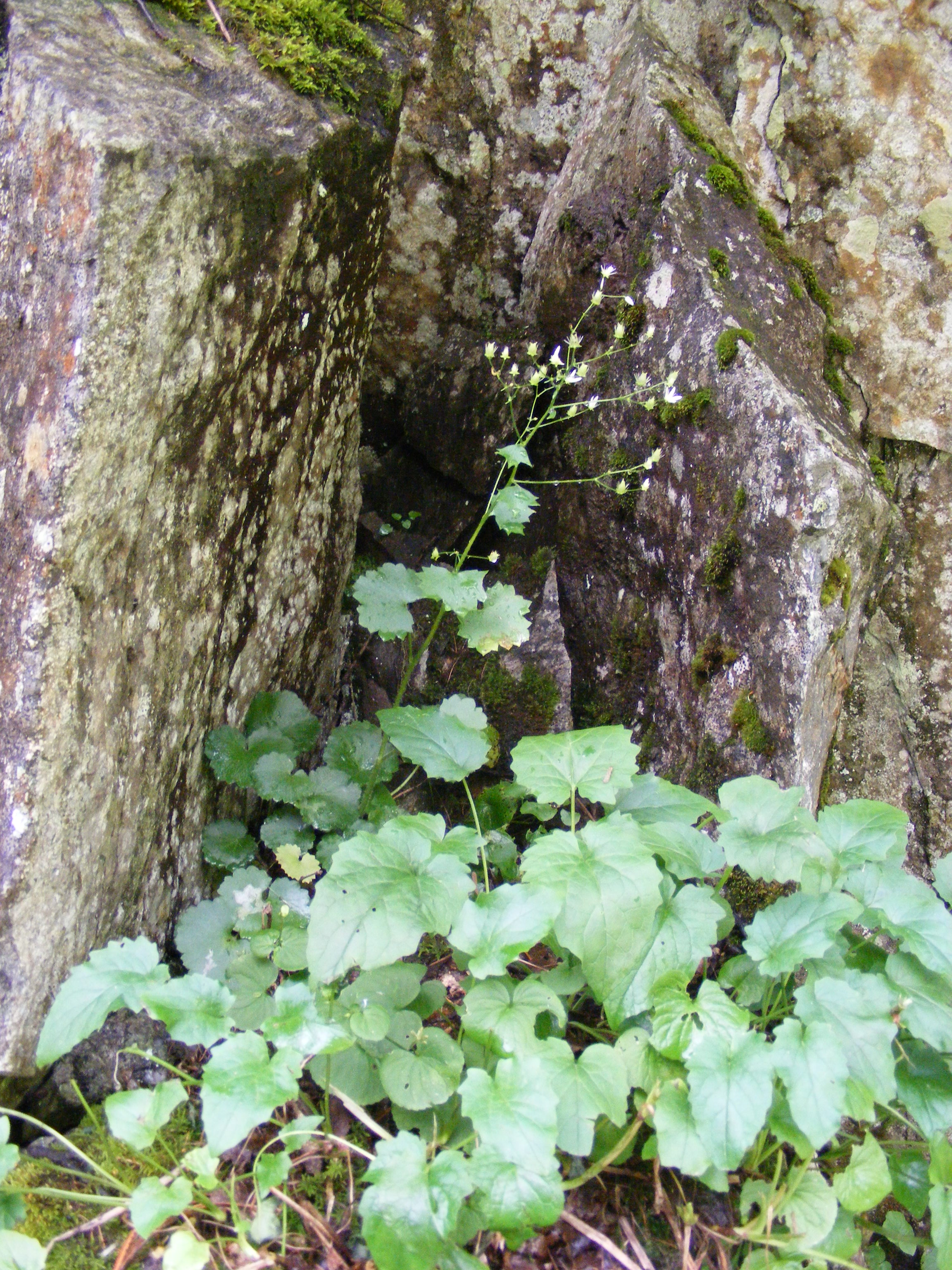
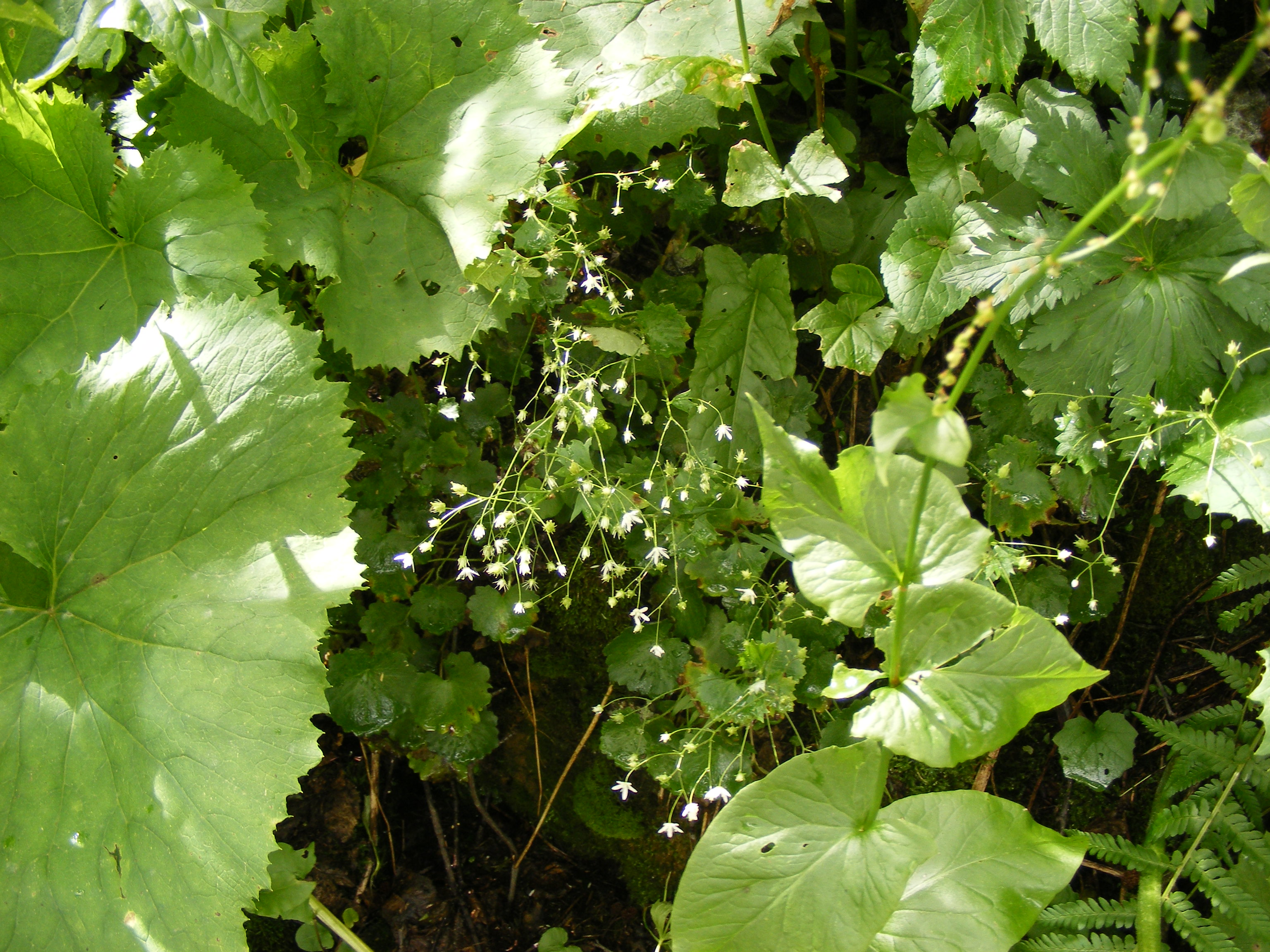